# Jean Gordon (femme politique)
Jean Gordon, née sous le nom de Gertrude Jean Matheson le 6 mars 1918 à Vancouver en Colombie-Britannique et morte le 5 septembre 2008, est une femme politique canadienne. Elle est la première femme à être élue au Conseil territorial du Yukon (en) où elle siège de 1967 à 1970.

## Biographie
Gertrude Jean Matheson naît le 6 mars 1918 à Vancouver en Colombie-Britannique. Elle est la fille de George et Christina Matheson d'origine écossaise. Elle grandit à Alice Arm (en) et à Stewart en Colombie-Britannique. En 1937, elle se marie à Wilfred Gordon. L'année suivante, ils déménagent à Dawson au Yukon et en 1945 à Mayo au Yukon.
En 1967, Jean Gordon se présente aux élections pour le Conseil territorial du Yukon (en). Elle devient la première femme à être élue au Conseil territorial du Yukon. En 1970, elle n'est pas réélue.
Elle meurt le 5 septembre 2008.